# Espenau
Espenau ist eine Gemeinde im Landkreis Kassel in Nordhessen (Deutschland).

## Geografie

### Geografische Lage
Espenau liegt wenige Kilometer nördlich von Kassel bzw. direkt nördlich von Vellmar zwischen dem Habichtswald im Südwesten und dem Reinhardswald im Nordosten. Es befinden sich auf einer maximal 280 m hoch gelegenen Hochfläche die Ursprungsgebiete des westlichen Fulda-Zuflusses Espe (mittig zwischen Hohenkirchen und Möncheberg verlaufend) und des südlichen Diemel-Zuflusses Esse.
Die Ortsteile von Espenau liegen dicht beieinander, dennoch gibt es viel Freiraum im Gemeindegebiet. Am Nordrand von Hohenkirchen befindet sich eine Teichanlage mit dem Esse-Ursprung. Eine recht ausgedehnte Waldfläche mit dem Staufenberg und dem Forstgebiet „Brand“ und dem davor befindlichen Glockenteich schließt sich westlich der Gemeinde an, nördlich liegen weitläufige Wiesen und Felder.

### Nachbargemeinden
Espenau grenzt im Norden an die Stadt Immenhausen, im Osten an die Gemeinde Fuldatal, im Süden an die Stadt Vellmar, im Südwesten an die Gemeinde Ahnatal, im Westen an die Gemeinde Calden sowie im Nordwesten an die Stadt Grebenstein (alle im Landkreis Kassel).

### Gliederung
Offizielle Ortsteile von Espenau sind:
- Hohenkirchen
- Mönchehof

Die Siedlungen Schäferberg und Auf der Heide sind keine offiziellen Ortsteile.

## Geschichte
Am 1. Dezember 1970 wurde die Gemeinde Espenau durch den freiwilligen Zusammenschluss der bisher selbständigen Gemeinden Hohenkirchen und Mönchehof neu gebildet.

## Politik

### Gemeindevertretung
Die Kommunalwahl am 14. März 2021 lieferte folgendes Ergebnis, in Vergleich gesetzt zu früheren Kommunalwahlen:
| Gemeindevertretung – Kommunalwahlen 2021 | Gemeindevertretung – Kommunalwahlen 2021                             |
| --- | -------------------------------------------------------------------- |
| Stimmenanteil in %Wahlbeteiligung 52,7 % 50403020100 40,5 (+1,9)28,2 (−4,0)18,2 (−0,7)13,1 (+2,8) FWGSPDCDUGLEd20162021Anmerkungen:d Grüne Liste Espenau | SitzverteilungInsgesamt 23 Sitze - SPD: 7 - GLE: 3 - FWG: 9 - CDU: 4 |

| Parteien und Wählergemeinschaften | Parteien und Wählergemeinschaften           | % 2021 | Sitze 2021 | % 2016 | Sitze 2016 | % 2011 | Sitze 2011 | % 2006 | Sitze 2006 | % 2001 | Sitze 2001 |
| FWG                               | Freie Wählergemeinschaft Espenau            | 40,5   | 9          | 38,6   | 9          | 20,5   | 5          | 20,0   | 5          | 15,4   | 3          |
| SPD                               | Sozialdemokratische Partei Deutschlands     | 28,2   | 7          | 32,2   | 8          | 41,9   | 10         | 40,5   | 9          | 46,4   | 11         |
| CDU                               | Christlich Demokratische Union Deutschlands | 18,2   | 4          | 18,9   | 4          | 23,1   | 5          | 28,2   | 6          | 29,0   | 7          |
| GLE                               | Grüne Liste Espenau                         | 13,1   | 3          | 10,3   | 2          | 14,5   | 3          | 11,4   | 3          | 9,2    | 2          |
| Gesamt                            | Gesamt                                      | 100,0  | 23         | 100,0  | 23         | 100,0  | 23         | 100,0  | 23         | 100,0  | 23         |
| Wahlbeteiligung in %              | Wahlbeteiligung in %                        | 52,7   | 52,7       | 54,1   | 54,1       | 53,8   | 53,8       | 52,8   | 52,8       | 61,8   | 61,8       |

### Bürgermeister
Nach der hessischen Kommunalverfassung wird der Bürgermeister für eine sechsjährige Amtszeit gewählt, seit dem Jahr 1993 in einer Direktwahl, und ist Vorsitzender des Gemeindevorstands, dem in der Gemeinde Espenau neben dem Bürgermeister ehrenamtlich ein Erster Beigeordneter und vier weitere Beigeordnete angehören. Bürgermeister ist seit dem 1. Juni 2014 der parteiunabhängige Carsten Strzoda. Er wurde als Nachfolger von Michael Wielert (SPD), der nach zwei Amtszeiten nicht wieder kandidiert hatte, am 22. September 2013 im ersten Wahlgang bei 79,2 Prozent Wahlbeteiligung mit 73,6 Prozent der Stimmen gewählt. Es folgte eine Wiederwahl ohne Gegenkandidaten im März 2020.
Amtszeiten der Bürgermeister
- 2014–2026 Carsten Strzoda[12]
- 2002–2014 Michael Wielert (SPD)[13]
- 1990–2002 Ehrhard Bunzenthal (SPD)[16]
- 1978–1990(?) Wilfried Klaus[17]

### Wappen
| Wappen von Espenau | Blasonierung: „Im von Rot und Silber gevierten Schilde ein ebenfalls, aber von Silber und Grün geviertes Espenblattkreuz.“                          |
| Wappen von Espenau | Das Wappen wurde von dem Bad Nauheimer Heraldiker Heinz Ritt gestaltet und am 14. Januar 1976 durch das Hessische Ministerium des Innern genehmigt. |

### Flagge
Die Flagge wurde der Gemeinde am 12. April 1984 durch das Hessische Ministerium des Innern genehmigt und wird wie folgt beschrieben:
„Die Flagge der Gemeinde Espenau zeigt auf der von Rot, Weiß, Grün, Weiß und Rot im Verhältnis 2:3:1:3:2 längsgestreiften Flaggenbahn in der oberen Hälfte der Flagge zwischen den roten Außenstreifen das Wappen der Gemeinde.“

### Partnerschaft
Espenau pflegt partnerschaftliche Beziehungen zu Gangloffsömmern (Landkreis Sömmerda, Thüringen) und zum SOS-Kinderdorf Imst (Tirol).
Die Patenschaft zum Kinderdorf Imst ist von besonderer Bedeutung für die Gemeinde.
Imst ist das erste Kinderdorf überhaupt, das von Hermann Gmeiner gegründet wurde. Die Patenschaft der Gemeinde Espenau war die erste Patenschaft, die eine Gemeinde zu einem Kinderdorf begründete.
Diese Patenschaft wird von der Gemeinde durch gegenseitige Besuche der Bürger weiterhin sehr gepflegt.

## Wirtschaft und Infrastruktur
Größtes Wirtschaftsunternehmen ist das Waldhotel Schäferberg Kassel, das eine wichtige touristische Bedeutung mit über 100 Hotelzimmern, 20 Tagungs- und Veranstaltungsräumen und über 100 Mitarbeitern hat. Neben dem Hotel- und Tagungsbetrieb hat die Gastronomie einen großen Bekanntheitsgrad. Viele der Mitarbeiter kommen aus der Region oder aus dem Ort selbst.
Seit Ende 2019 ist die Gemeinde Espenau an das Glasfasernetz der Deutschen Glasfaser angeschlossen.

## Verkehr

### Bahn
Der Ortsteil Mönchehof hat einen Bahnhof an der Bahnstrecke Kassel–Warburg, die von Kassel durch Espenau und nach Warburg (mit Anbindung an das Ruhrgebiet) führt. Von dort ist die Kurve Kassel geplant, die Güterzügen eine Umfahrung von Kassel ermöglichen würde.

### Bus
Espenau liegt im Verbundgebiet des NVV (Linie 47). Außerdem stellt die Gemeinde ihren Bürgern ein kostenloses Stadtbussystem (Linie 47.1) zur Verfügung. Statt um Fahrgeld wird um eine Spende für eine gemeinnützige Einrichtung gebeten.
Der nahe Espenau gelegene Reinhardswald ist ein wichtiges Ausflugsziel der Region.

## Persönlichkeiten
- Bernd Herrmann (* 22. November 1951), Leichtathlet